# Sierra de Almenara
Sierra de Almenara este o arie protejată (sit de importanță comunitară — SCI) din Spania întinsă pe o suprafață de 19.414,88 ha, integral pe uscat.

## Localizare
Centrul sitului Sierra de Almenara este situat la coordonatele 37°32′44″N 1°34′24″W / 37.5456°N 1.5733°V.

## Înființare
Situl Sierra de Almenara a fost declarat sit de importanță comunitară în aprilie 1999 pentru a proteja 11 specii de animale.

## Biodiversitate
Situată în ecoregiunea mediteraneană, aria protejată conține 18 habitate naturale: Izvoare petrifiante cu formare de travertin (Cratoneurion), Râuri mediteraneene cu debit permanent și vegetație de Glaucium flavum, Râuri mediteraneene cu debit permanent cu specii de Paspalo-Agrostidion și galerii riverane de Salix și de Populus alba, Lande oro-mediteraneene cu formațiuni endemice de grozamă, Stepe sărăturate mediteraneene (Limonietalia), Pășuni mediteraneene udate de apa mării (Juncetalia maritimi), Pajiști carstice calcaroase sau bazofile, de Alysso-Sedion albi, Pajiști umede mediteraneene cu ierburi înalte de Molinio-Holoschoenion, Pante stâncoase calcaroase cu vegetație casmofită, Galerii și tufărișuri riverane sudice (Nerio-Tamaricetea și Securinegion tinctoriae), Păduri de Quercus ilex și Quercus rotundifolia, Grohotișuri termofile și vest-mediteraneene, Râuri mediteraneene cu debit intermitent, cu specii de Paspalo-Agrostidion, Matorral arborescenți cu Zyziphus, Tufărișuri termo-mediteraneene și de pre-deșert, Pseudostepă cu ierburi și specii anuale de Thero-Brachypodietea, Matorral arborescenți cu Juniperus spp., Tufărișuri halo-nitrofile (Pegano-Salsoletea).
La baza desemnării sitului se află mai multe specii protejate:
- păsări (10): acvilă de munte (Aquila chrysaetos), buha (Bubo bubo), Bucanetes githagineus, șoim călător (Falco peregrinus), vânturel roșu (Falco tinnunculus), Galerida theklae, Hieraaetus fasciatus, Oenanthe leucura, Pyrrhocorax pyrrhocorax, silvie de tufiș (Sylvia undata)
- reptile (1): Testudo graeca

Pe lângă speciile protejate, pe teritoriul sitului au mai fost identificate 37 de specii de plante, 4 specii de păsări.